# Arnold Matteus
Arnold Matteus (* 1. Dezemberjul. / 13. Dezember 1897greg. auf dem Bauernhof Leiso in der Landgemeinde Kärgula; † 2. November 1986 in Tartu) war ein estnischer Architekt.

## Leben und Architektur
Arnold Alvil Matteus wurde als zweites Kind des Kleinbauern August Matteus und seiner Frau Miina-Auguste Matteus (geb. Kärssin) geboren. Er hatte einen älteren Bruder und eine jüngere Schwester.
Matteus besuchte zunächst die Gemeindeschule in Kärgula und die Kirchspielschule in Urvaste, bevor er von 1914 bis 1918 das Realgymnasium in Tartu absolvierte. 1918 schrieb er sich an der Fakultät für Physik und Mathematik der Universität Tartu ein. 1919/20 nahm er am Estnischen Freiheitskrieg gegen Sowjetrussland teil.
1921 zog Matteus zunächst zum Studium nach Darmstadt. Von 1921 bis 1925 studierte Matteus dann Architektur an der Technischen Hochschule im badischen Karlsruhe.
Von 1926 bis 1935 und von 1941 bis 1944 war Matteus Stadtarchitekt im südestnischen Tartu. Von 1944 bis 1960 war er am selben Ort als Chefarchitekt der Stadt tätig.
Von 1931 bis 1935 war Matteus Vorsitzender der Tartuer Künstlervereinigung Pallas. Von 1942 bis 1944 war er Direktor der höheren Kunstschule Pallas. Von 1945 bis 1953 unterrichtete Matteus am Staatlichen Kunstinstitut in Tartu.

## Architektonisches Werk (Auswahl)
- Schwimmbad „Emajõgi“ in Tartu (1928, abgerissen 1985)[3]
- Planung für den Tartuer Stadtteil Tähtvere (1928)[4]
- Gebetshaus der Adventistengemeinde in Tartu (1928)
- Wohnhaus, Tähe-Straße 28, Tartu (1928, im Zweiten Weltkrieg zerstört)
- Wohnhaus, Näituse-Straße 15, Rakvere (1929)[5]
- Wiederherstellung der Tartuer Parkanlagen in den Stadtteilen Karlova und Tähtvere (1930–1932)
- Tartuer Wohnhaus und Atelier des Künstlers Anton Starkopf (1931)
- Wohnhäuser, Tallinna-Straße 20, Rakvere (1933)
- Tartuer Filiale der Eesti Pank (1935, gemeinsam mit Karl Burman; heute Sitz des Ministeriums für Bildung und Wissenschaft der Republik Estland[6])
- Turm der evangelisch-lutherischen Kirche von Kambja (1937)[7]
- Korporationshaus der Studentenverbindung „Ugala“ in Tartu (1938)
- Hotel, Vallikraavi-Straße 40, Tartu (1940)
- Kulturhaus von Antsla (1950)
- Kulturhaus von Abja (1950)
- Kaufhaus in Elva (1953)
- Kaufhaus in Keila (1953)

## Auszeichnungen
1984 wurde Matteus die Auszeichnung „Verdienter Architekt der Estnischen SSR“ verliehen.

## Privatleben
1932 heiratete Matteus Elsbet Põderson. Das Paar ließ sich drei Jahre später scheiden. 1935 heiratete Matteus Juta Otsason (1914–1943). 1936 wurde die Tochter Hella-Mare Matteus geboren.